# Městská autobusová doprava v Bratislavě

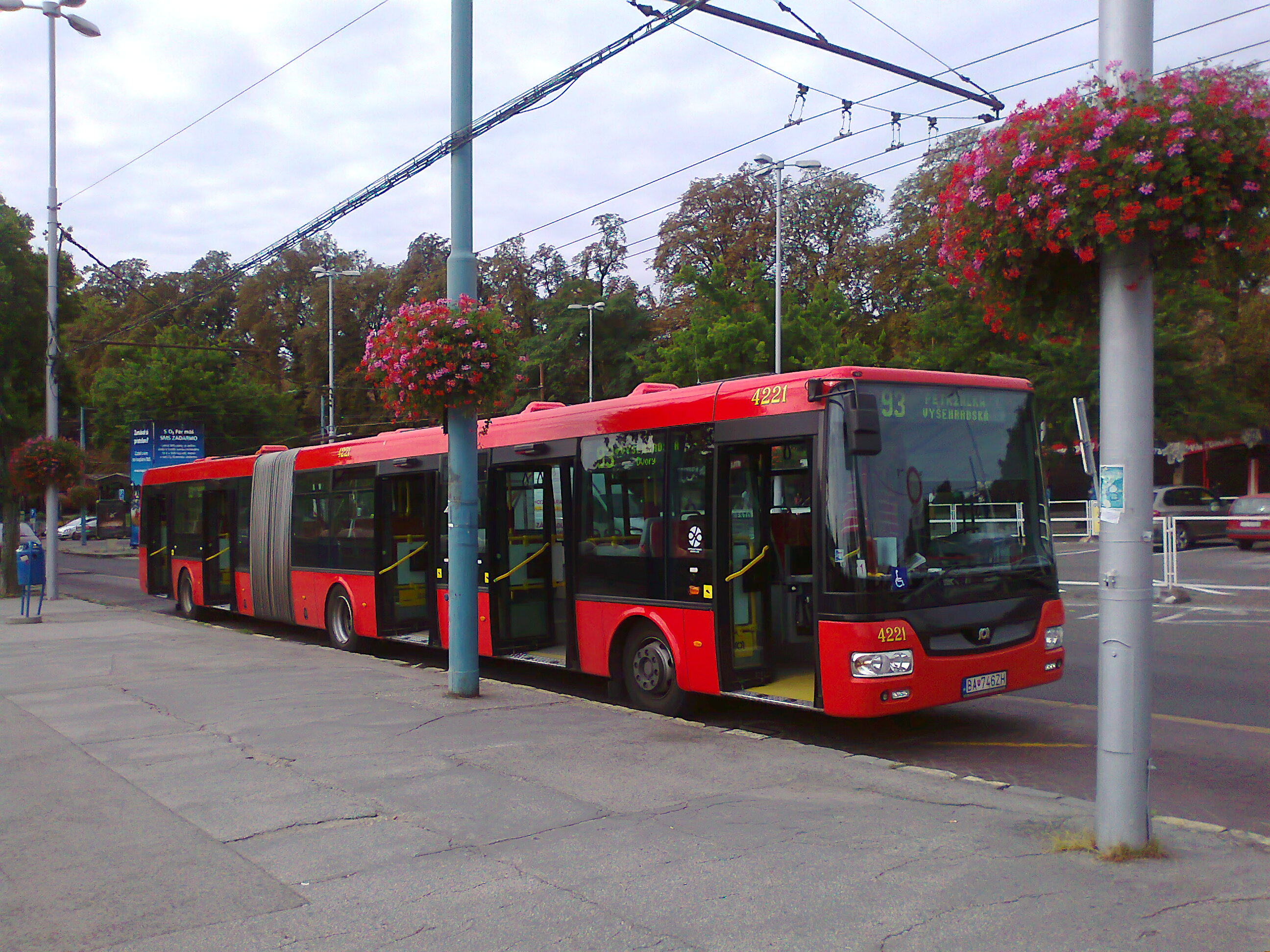
Bratislavský autobus SOR NB 18 City

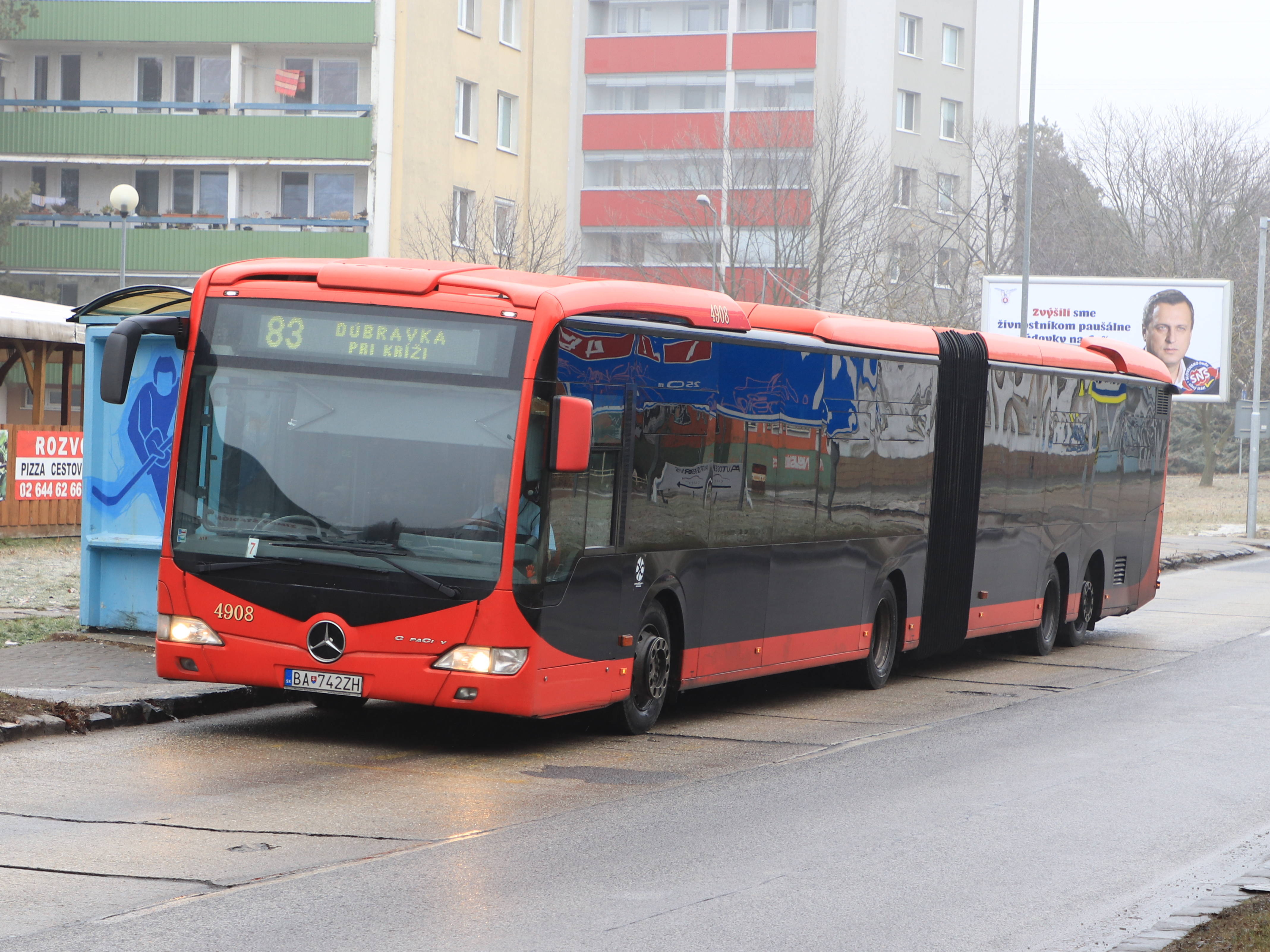
Bratislavský autobus Mercedes-Benz CapaCity

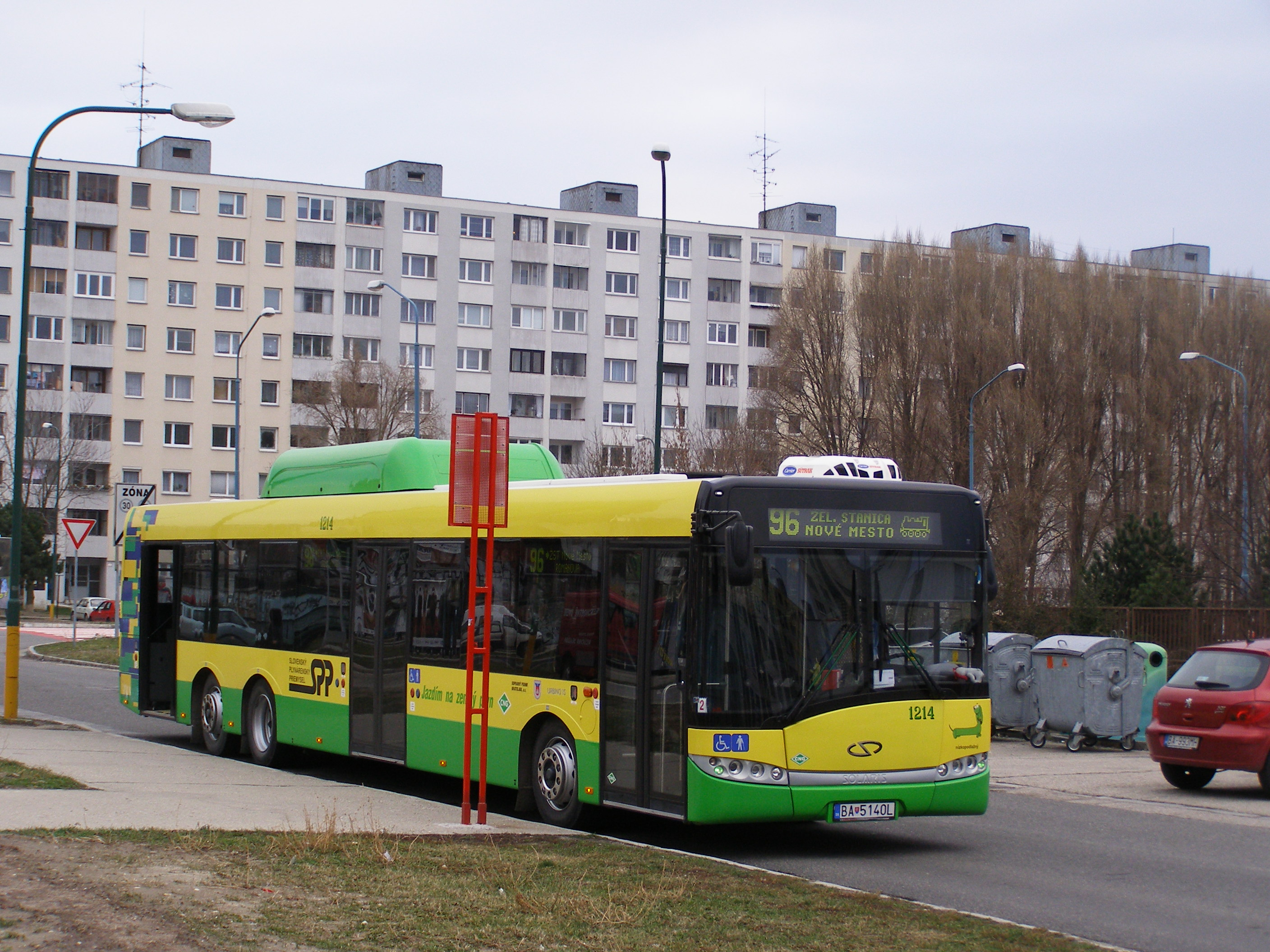
Bratislavský autobus Solaris Urbino 15 CNG

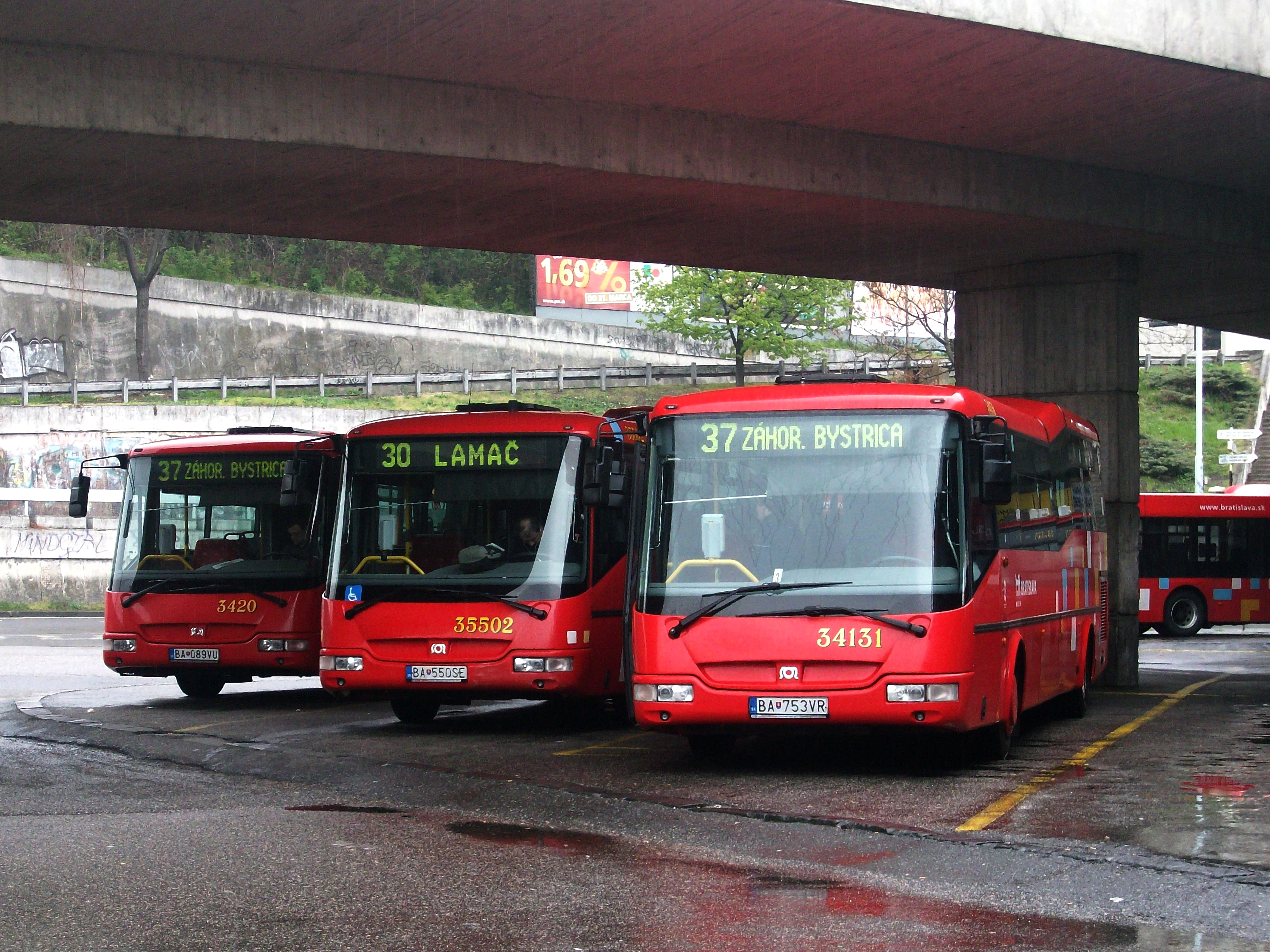
Bratislavské autobusy SOR BN 9,5

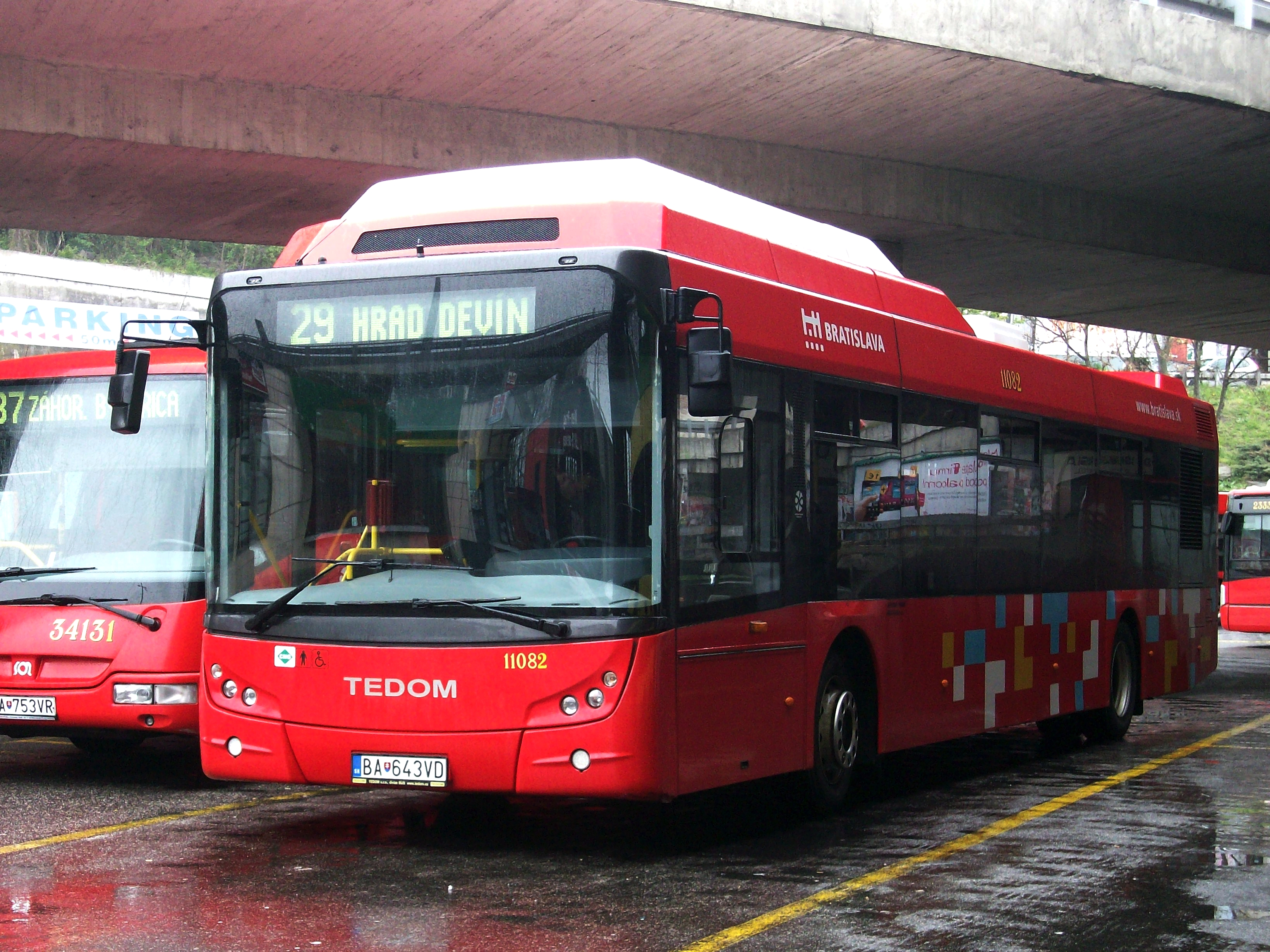
Bratislavský autobus TEDOM C 12 G

Městská autobusová doprava v Bratislavě je rozsáhlý systém městských autobusových linek na území hlavního města Slovenska a do přilehlé obce Rajka. Zabezpečuje ji několik stovek autobusů různých typů od různých výrobců, včetně nízkopodlažních vozidel. Autobusy jsou v provozu prakticky po celém městě s výjimkou částí, které obsluhují tramvaje nebo trolejbusy. Autobusy zajišťují převážnou většinu dopravy do největšího sídliště Petržalky a přes Dunaj jezdí po čtyřech z pěti mostů (kromě Starého mostu). Provozovatelem systému je Dopravný podnik Bratislava.

## Současnost
Denní autobusové linky jsou označeny čísly 20–199. Výjimkou je zvláštní mezistátní linka 901 do rakouského Hainburgu a noční linky N21–N99. Síť má celkem čtyři vozovny. Jsou to vozovny Trnávka (společná s trolejbusy), Jurajov dvor (společná s tramvajemi), Krasňany (společná s tramvajemi) a Petržalka.
Autobusová doprava v Petržalce je dominantním spojením s centrem města (vyjma železnice a tramvajového spojení přes Starý most), čemuž odpovídají i intervaly sem zajíždějících linek (ve špičce tři minuty, některé linky mají velmi podobnou trasu a díky tomu v některých oblastech dosahuje špičkový interval pouhých dvou minut).
Od zavedení Integrovaného dopravního systému je město rozděleno na zóny 100 a 101. První zóna zahrnuje centrum města a městské části Petržalka, Nové Mesto, Karlova Ves a Ružinov. Ostatní městské části (jako například Dúbravka, Karlova Ves, Devínska Nová Ves, Devín, Vrakuňa, Podunajské Biskupice, Jarovce, Rusovce nebo Čunovo) leží ve druhém pásmu.

### Noční doprava
Součástí provozu je i síť nočních linek, které byly v roce 2007 výrazně změněny a přečíslovány. Také byla zvýšena přepravní kapacita snížením časových intervalů na 30 a 60 minut a současně byla zvýšena cena jízdenky na dvojnásobek. Do roku 2007 byl interval mezi jednotlivými spoji na nočních linkách přibližně 2 hodiny a linky byly označeny čísly od 500 výše. Současné označení nočních linek vychází z čísla denní linky, po jejíž trase noční linka jede, přičemž před toto číslo je vloženo písmeno N.
Noční linky odjíždí z různých městských částí, poté se všechny linky setkají u hlavního železničního nádraží, kde je ze všech linek na všechny ostatní linky zabezpečen přestup a následně pokračují do dalších částí města.

### Školní spoje
Dopravný podnik také zabezpečuje soukromé dopravní spojení pro školy, které jsou převážně zaměřeny na výuku hendikepovaných dětí.

### Vozový park
Vozový park bratislavských městských autobusů se skládá z vozidel značek Irisbus, Karosa, MAN, Otokar, Rošero, SOR, Solaris, Iveco a Mercedes-Benz a patří mezi nejnovější na Slovensku. Až do 19. ledna 2008 jezdily v Bratislavě zastaralé kloubové autobusy maďarské výroby Ikarus 280. V hlavním slovenském městě byl tento typ v provozu 34 let. Koncem května 2016 dojezdil v Bratislavě poslední Ikarus, typ 435. Začátkem dubna 2022 dojezdily ve městě poslední vozy značky Karosa.
Nově dodané autobusy od roku 2006:
- Solaris Urbino 15 (2006: 20 třínápravových vozů s pohonem na stlačený zemní plyn; v roce 2007 byly všechny vozy po požáru jednoho autobusu tohoto typu na tři měsíce odstaveny)
- SOR BN 9,5 (2007: 5 částečně nízkopodlažních autobusů)
- Iveco Daily Way (2008–2010: 5 minibusů)
- SOR C 10,5 (2008: 8 vysokopodlažních meziměstských autobusů pro příměstskou dopravu, málo vytížené linky a zájezdy)
- Mercedes-Benz CapaCity (2008–2013: 41 kloubových autobusů; 19,5 m dlouhá, čtyřnápravová verze modelu Citaro)
- SOR BN 10,5 (2008–2010: 27 částečně nízkopodlažních autobusů)
- TEDOM C 12 G (2009: 16 nízkopodlažních autobusů s pohonem na CNG pořízených formou dlouhodobého pronájmu)
- Irisbus Citelis 12M (2009–2011: 40 nízkopodlažních autobusů)
- SOR NB 18 City (2010–2017: 182 nízkopodlažních kloubových autobusů)
- Irisbus Crossway LE (2010: 2 částečně nízkopodlažní autobusy)
- Solaris Urbino 10 (2014–2015: 10 nízkopodlažních autobusů)
- Iveco Urbanway 12M (2014–2015: 40 nízkopodlažních autobusů)
- SOR NB 12 City (2017: 28 nízkopodlažních autobusů)
- Solaris Urbino 8,6 (2017–2018: 6 nízkopodlažních midibusů)
- SOR NS 12 electric (2017–2018: 16 nízkopodlažních elektrobusů)
- SOR EBN 8 (2017–2018: 2 nízkopodlažní elektrobusy)
- Iveco Urbanway 10,5M (2017–2018: 24 nízkopodlažních midibusů)
- MAN NG 313 (2019: 5 nízkopodlažních autobusů)
- Solaris Urbino 18 (2019–2020: 18 nízkopodlažních autobusů)
- Rošero First FCLEI (2020: 4 nízkopodlažní minibusy)
- Otokar Kent C 18,75 (2021–2022: 71 nízkopodlažních autobusů)
- SOR NS 12 (2022: 63 nízkopodlažních autobusů)
- Solaris Urbino 12 (2023: 4 nízkopodlažní autobusy s vodíkovým pohonem)
- SOR NSG 18 (2025: 8 nízkopodlažních autobusů s pohonem na CNG)